# San Giovanni del Pantano
San Giovanni del Pantano è una frazione del comune di Perugia (PG).
Il paese dà il nome alla Strada statale 728 di Pantano, che permette il collegamento tra l'area a nord-est di Perugia e vicino a Magione, con l'alta Valle del Tevere, fino ad Umbertide, attraversando le colline che circondano il monte Tezio. La frazione si trova a 485 m s.l.m. ed è occupata da 83 abitanti.

## Storia
Lo storico Ciatti fa risalire i primi insediamenti in questa zona all'epoca romana e più precisamente al periodo dell'assedio apportato a Perugia da Augusto, tramite Lucio Antonio.
Nella località nota come Antognolla venne costruito un insediamento religioso benedettino, probabilmente sin dal X secolo: nel 1174 essi risultavano guidati dall'abate Azzone. Più tardi venne costruito un castello (prima villa), di cui si hanno notizie sin dal 1258: esso apparteneva al contado di Porta Sant'Angelo di Perugia.
Il nome deriva da quello dei perugini Antognolla di Benazzone, che furono poi fatti conti del feudo di Antognolla (nel 1399, ad opera di Bonifacio IX).
Nel 1404 ospitò i fuoriusciti da Perugia, mentre nel 1480 i Baglioni la ripresero con le armi.
Nel 1628 passò ai conti Oddi e nel 1836 al marchese Guglielmi.
Durante il XX secolo il castello passò sotto il controllo della IFI degli Agnelli e poi ad una holding perugina, che la trasforma in un albergo di lusso.

## Monumenti e luoghi d'interesse
- Castello di Antognolla (XIII secolo), restaurato negli anni '90 ed adibito a resort e campo da golf; esso è caratterizzato da una imponente torre, attorno alla quale è stato costruito in più riprese il resto del castello;
- Chiesa di S. Agata (antecedente al XVI secolo), ad Antognolla, restaurata nel 1787. Al suo interno si trova la cripta di S. Ercolano, con affreschi anteriori al X secolo.
- Tomba del Faggeto (II secolo a.C.), scoperta casualmente nel 1919, si trova in località Cresta della Fornace. È scavata nell'arenaria ed è preceduta da un dromos d'accesso a cielo aperto; conteneva l'urna funeraria di Arnth Cairnina, da cui si pensa provenga il nome del torrente Caina, che nasce a breve distanza.
- Chiesa di S. Giovanni Apostolo (risalente al Medioevo), nel cuore del piccolo paese, è stata restaurata dopo il terremoto del '97. Al suo interno contiene affreschi di Gerardo Dottori, ubicati sopra l'altare nell'abside. Nella piazzetta di fronte alla chiesa si può vedere una statua dello storico parroco della Chiesa, dedicatagli dagli abitanti del posto.

## Economia
Gli aspetti legati all'agricoltura ed alla coltivazione boschiva sono assai importanti, così come il turismo di lusso, grazie alla presenza del golf di Antognolla.
Negli anni '80 sono state fatte delle prospezioni petrolifere sui colli circostanti, che però non risultano attualmente sfruttate.

## Sport
- Campo da golf (18 buche)